# Frank Vandenbroucke
Frank Vandenbroucke (Mouscron, 6 de novembro de 1974 — Saly Portudal, Senegal, 12 de outubro de 2009) foi um ciclista profissional belga. Participou nos Jogos Olímpicos de 1996, realizados na cidade de Atlanta, Estados Unidos, onde terminou em 25º na prova de estrada individual.